# Nazionale maschile di cricket di Singapore
La nazionale di cricket di Singapore è la selezione nazionale che rappresenta la città stato di Singapore nel gioco del cricket.

## Storia

### Le origini
Il cricket si diffuse a Singapore durante il periodo della colonizzazione britannica, alla fine del XIX secolo. La prima testimonianza del gioco risale al 1837, quando un certo "Mr Z" scrisse una lettera al Singapore Free Press esprimendo il suo disappunto per il fatto che le partite di cricket si disputassero nei pressi di una chiesa la domenica, disturbando la quiete del giorno di riposo. In seguito a questa lamentela, venne introdotto il divieto di giocare a cricket di domenica, una normativa che rimase in vigore fino agli anni Trenta del XX secolo.
Il cricket divenne presto una delle principali attività ricreative locali, con le partite che spesso vedevano sfidarsi gli abitanti di Singapore contro gli ufficiali delle navi britanniche attraccate nel porto. Nel 1852 fu fondato il Singapore Cricket Club, che organizzò la sua prima partita nello stesso anno. Lo sviluppo del cricket a Singapore avvenne lentamente e solo nel 1865 la squadra riuscì a raggiungere il traguardo di oltre 100 punti in una singola partita. Nel 1867, Louis Glass divenne il primo battitore a segnare un secolo a Singapore.
Il Singapore Cricket Club giocò inizialmente contro squadre della Malesia britannica, come quelle di Penang, Perak e Kuala Lumpur. In seguito, Hong Kong estese un invito a Singapore, dando inizio alle competizioni interportuali tra le colonie britanniche.
L'invito di Hong Kong del 1890 portò alla creazione della squadra di cricket degli Straits Settlements, che affrontò i padroni di casa in due partite di due giorni, entrambe perse. Questa serie segnò l'inizio delle partite interportuali, che continuarono fino al 1987. L'anno successivo, Hong Kong e Ceylon visitarono Singapore, e gli Straits Settlements vinsero entrambe le partite, pareggiando una volta contro una squadra congiunta Ceylon-Hong Kong. Nel 1893, gli Straits Settlements sconfissero Ceylon a Colombo, e nel 1895 disputarono una partita a Giacarta. Nel 1896 seguirono le partite contro gli Stati malesi federati e nel 1897 contro Shanghai.
Il primo incontro ufficiale ebbe luogo nel 1905 contro la Malesia. Nel 1906 affrontarono la Birmania, e nel 1909 cessarono di partecipare alle partite interportuali, sostituiti da una squadra composta esclusivamente da giocatori malesi. Nel 1910, gli Straits Settlements visitarono Bangkok, ma da allora fino al 1940 le partite si giocarono esclusivamente contro gli Stati malesi federati. In seguito, nacque la Saudara Cup, una competizione disputata tra Singapore e la Malesia.
Dopo la prima guerra mondiale, la popolarità del cricket diminuì, in parte a causa del calo della presenza britannica e dell'influenza dei nazionalisti, che consideravano il cricket uno strumento dell'imperialismo britannico.

### La nazionale dopo l'indipendenza
Nel 1927, Singapore giocò due partite contro la squadra di Oldfield del Western Australia Sports (WAS) durante l'era degli Straits Settlements, ma perse entrambe le partite per un inning. La partita successiva si disputò nel 1957 e terminò con un pareggio contro Ceylon. Negli anni '60, diverse squadre visitarono Singapore, tra cui il Worcestershire.
Nel 1968 ripresero le partite interportuali, con Singapore che pareggiò contro Hong Kong. Fino al 1987, queste partite si svolsero in maniera irregolare. Nel 1970, la Saudara Cup fu giocata per la prima volta tra Singapore e Malesia, diventando un incontro annuale. Nello stesso anno, Singapore affrontò il Marylebone Cricket Club (MCC) sotto la guida di Tony Lewis, con Geoffrey Boycott tra i giocatori. L'MCC vinse la partita.

### Ingresso nell'ICC
Nel 1974, Singapore divenne membro associato dell'International Cricket Council (ICC) e, tre anni dopo, vinse per la prima volta la Saudara Cup. Nel 1978, Singapore ospitò l'India e ottenne un pareggio. L'anno successivo, Singapore partecipò al primo ICC Trophy in Inghilterra, ma si piazzò solo al quarto posto nel turno preliminare, ottenendo una sola vittoria contro l'Argentina. Nell'ICC Trophy del 1982, Singapore si classificò al quarto posto su otto partecipanti nel turno preliminare, mentre nel 1986 si ritirò dall'ICC Trophy a causa degli impegni professionali di alcuni giocatori.
Nel 1983, Singapore fu uno dei membri fondatori dell'Asian Cricket Council (ACC). L'anno successivo partecipò per la prima volta al Torneo del Sud-Est asiatico, cui seguì la partecipazione del 1988 e del 1992 (quando fu anche paese ospitante). Tuttavia, Singapore non raggiunse mai la finale, che vide come protagoniste Bangladesh e Hong Kong. L'ultimo Interport Match si svolse a Singapore nel 1987, con la vittoria di Hong Kong. Singapore partecipò nuovamente all'ICC Trophy del 1990 nei Paesi Bassi, dove sconfisse Malesia e Israele, ma non superò il turno preliminare. A partire dagli anni '90, il cricket a Singapore iniziò a ricevere maggiore attenzione.
Nel 1991, Singapore prese parte alla prima Tuanku Ja'afar Cup, torneo annuale che vedeva sfidarsi Hong Kong, Malesia, Singapore e Thailandia in onore del futuro re malese, Yang di-Pertuan Agong. Singapore vinse questo torneo solo una volta, nel 1994, quando si classificò 19ª su 20 partecipanti nell'ICC Trophy dello stesso anno . L'anno successivo, si giocò per la prima volta lo Stan Nagaiah Trophy, una serie annuale di tre partite contro la Malesia. Nel 1996, Singapore partecipò al primo ACC Trophy, sconfiggendo le Maldive e la Thailandia, ma non superò il secondo turno. Al Trofeo ICC del 1997, Singapore perse di misura contro il Kenya e terminò quarto nel proprio girone, dietro Irlanda e Stati Uniti, non riuscendo a qualificarsi. Nel Trofeo ACC del 1998, Singapore riuscì a vincere una sola partita contro la Papua Nuova Guinea, venendo eliminata nuovamente nel turno preliminare.

### Il nuovo millennio
I primi due tornei principali del XXI secolo per Singapore iniziarono con difficoltà, con la squadra che perse tutte le partite del primo turno sia nell'ACC Trophy del 2000 negli Emirati Arabi Uniti che nell'ICC Trophy 2001 in Ontario, che rimase il loro ultimo ICC Trophy giocato. Nel 2002, Singapore ospitò l'ACC Trophy, vincendo contro le Maldive e la Thailandia (per 325 run), ma non riuscì ancora una volta a superare il primo turno, una prestazione che si ripeté anche nel 2004. Nel 2004 e nel 2005, Singapore si classificò al quarto posto nell'ACC Fast Track Countries Tournament.
A partire dal 2006, Singapore mostrò segni di miglioramento. Quell'anno, si classificò terza nell'ACC Premier League e riuscì finalmente a superare la fase del primo turno nell'ACC Trophy, classificandosi quinta e qualificandosi per la Divisione Cinque della World Cricket League nel 2008. Nonostante non sia andata oltre il primo turno dell'ACC Twenty20 Cup del 2007, battendo solo Hong Kong e Arabia Saudita, il capitano Chaminda Ruwan ottenne il punteggio più alto del torneo. Nel torneo World Cricket League Divisione Cinque a Jersey, Singapore si classificò quinta, superando il Botswana in uno spareggio, anche se aveva sconfitto l'Afghanistan durante il primo turno, che poi vinse il torneo.
Nel 2009, Singapore ospitò e vinse la Divisione Sei della World Cricket League, concludendo il torneo imbattuto e guadagnando la promozione alla Divisione Cinque. Nel novembre dello stesso anno, Singapore partecipò alla ACC Twenty20 Cup 2009 negli Emirati Arabi Uniti. Arrivò terza nel Gruppo A, senza riuscire a qualificarsi per le semifinali e quindi a ottenere un posto per i Giochi Asiatici del 2010. Nel quinto posto dei playoff, Singapore perse contro il Nepal per 9 wicket, concludendo il torneo al sesto posto.
Nel 2010, nella ICC World Cricket League Division Five, Singapore si classificò al quarto posto, rimanendo in Divisione Cinque. Ospitando il torneo nel 2012, vinse, salendo in Divisione Quattro e mantenendo vive le speranze di qualificazione alla Coppa del Mondo. In seguito, Singapore decise di concentrarsi sulla squadra per i SEA Games, con il capitano Mohammad Yusof Bin Aslam che scelse di non partecipare per un conflitto di interessi.
Nel 2017, Singapore ottenne due medaglie nel cricket ai Giochi del Sud-est asiatico, vincendo la medaglia d'oro nel torneo da 20 over e la medaglia d'argento nel torneo da 50 over.

### Status T20 e le sconfitte internazionali
Nell'aprile 2018, l'ICC ha deciso di concedere lo status completo di Twenty20 International (T20I) a tutti i suoi membri. Pertanto, tutte le partite Twenty20 giocate tra Singapore e gli altri membri dell'ICC dal 1° gennaio 2019 hanno lo status T20I.
Singapore ha esordito nell'T20I il 22 luglio 2019, vincendo la prima partita delle finali regionali asiatiche per la Coppa del Mondo T20 2021 contro il Qatar per 26 runs e concludendo il torneo da imbatutta, qualificandosi per le finali globali. Nel settembre dello stesso anno Singapore ha preso parte ad un torneo tri-series in cui ha ospitato Zimbabwe e Nepal, terminando all'ultimo posto, mentre dal 18 al 26 ottobre ha disputato le qualificazioni globali per la coppa del Mondo T20 2021 a Dubai, negli Emirati Arabi Uniti, terminando il girone all'ultimo posto e riuscendo a battere solamente Bermuda e Scozia
Nel 2020 Singapore ha partecipato dal 29 febbraio al 4 marzo alla ACC Eastern Region T20 a Bangkok, torneo di pre-qualificazione alla coppa d'Asia, vincendo il girone e qualificandosi per il torneo di qualificazione grazie alle vittorie contro Thailandia, Hong Kong e Malesia, mentre la partita contro il Nepal non è stata giocata a causa della pioggia.
Singapore, dopo una pausa dovuta al covid-19, apre la stagione 2022 a fine giugno, perdendo una serie T20 in casa contro la Malesia per 2-1 e, pochi giorni dopo, pareggiando una serie di tre partite contro la Papua Nuova Guinea 1-1, con una partita abbandonata a causa della pioggia. Nello stesso anno, la città stato partecipa alle qualificazioni globali per la Coppa del Mondo T20 maschile di cricket 2022 dall'11 al 17 luglio a Bulawayo, in Zimbabwe, venendo inserita nel gironcino con i padroni di casa, gli Stati Uniti d'America e Jersey, perdendo tutte le partite e terminando all'ultimo posto. Nonostante l'eliminazione, Singapore giocò i playoff di consolazione, perdendo dapprima la semifinale 5-8 posto contro Hong Kong per 7 wickets e inseguito perdendo la partita per evitare l'ultimo posto del torneo contro Jersey. Il trend estremamente negativo continuò anche alle qualificazioni della Asia Cup 2022 giocate ad agosto a Mascate, dove la nazionale singaporiana perse tutte le partite contro Hong Kong, Kuwait ed Emirati Arabi Uniti. Singapore concluse l'anno a dicembre, giocando un torneo quadrangolare in Malesia, terminando all'ultimo posto, perdendo tutte e 7 le partite disputate contro Qatar, Bahrain e i padroni di casa della Malesia.
Nel 2023, Singapore prende parte alle competizioni di cricket ai XXXII Giochi del Sud-est asiatico a Phnom Penh, in Cambogia, vincendo la medaglia d'oro nel 6s, l'argento nel T10 e la medaglia di bronzo nel T20, mentre decise di non partecipare alle gare su 50 overs. Nel settembre dello stesso partecipa ai XIX Giochi asiatici ad Hangzhou, in Cina, concludendo il gironcino preliminare al secondo posto e non qualificandosi per il torneo principale in seguito alla sconfitta contro la nazionale di Hong Kong. Dal 30 ottobre al 5 novembre, la nazionale singaporiana ha partecipato alla fase finale asiatica delle qualificazioni alla Coppa del Mondo T20 2024, disputatesi a Kirtipur, perdendo tutte le partite del girone contro Nepal, Oman e Malesia.
Nel 2024 la nazionale della città stato partecipa alla ACC Challenger Cup 2024, serie C del circuito asiatico T20, disputatasi a Bangkok dal 27 gennaio all'11 febbraio, venendo eliminata nella fase a gironi in seguito alle sconfitte contro Cambogia e Emirati Arabi Uniti, riuscendo ad avere la meglio solo contro il Bhutan. Nell'estate del 2024 Singapore partecipò alla fase regionale di pre-qualificazioni per la Coppa del Mondo T20 2026, concludendo il torneo al quarto posto e non riuscendosi a qualificare alle finali regionali
Dal 28 febbraio al 5 marzo, Singapore ha ospitato il Bahrain, giocando una serie di 5 partite IT20 nello stadio nazionale, perdendo contro gli ospiti per 0-3. Nell'estate del 2025 Singapore ospita l'Asia Pacific Cricket Champions Trophy, giocatosi al Singapore National Cricket Ground, chiudendo il torneo in terza posizione, dietro Malesia e Hong Kong, battendo due volte la nazionale delle Samoa

## Albo d'oro

### Giochi asiatici
| Anno          | Round              | Pos.         | GP           | W            | L            | T            | NR           |
| ------------- | ------------------ | ------------ | ------------ | ------------ | ------------ | ------------ | ------------ |
| Canton 2010   | Non iscritto       | Non iscritto | Non iscritto | Non iscritto | Non iscritto | Non iscritto | Non iscritto |
| Incheon 2014  | Non iscritto       | Non iscritto | Non iscritto | Non iscritto | Non iscritto | Non iscritto | Non iscritto |
| Hangzhou 2022 | Girone preliminare | 9/14         | 2            | 1            | 1            | 0            | 0            |
| Totale        | Totale             | Totale       | 2            | 1            | 1            | 0            | 0            |

### SEA Games T20
| Anno            | Round              | Pos.   | GP | W | L | T | NR |
| --------------- | ------------------ | ------ | -- | - | - | - | -- |
| Singapore 2017  | Vincitore          | 1/6    | 3  | 3 | 0 | 0 | 0  |
| Phnom Penh 2023 | Medaglia di bronzo | 3/6    | 3  | 2 | 1 | 0 | 0  |
| Totale          | Totale             | Totale | 6  | 5 | 1 | 0 | 0  |

### SEA Games 50 overs
| Anno            | Round              | Pos.         | GP           | W            | L            | T            | NR           |
| --------------- | ------------------ | ------------ | ------------ | ------------ | ------------ | ------------ | ------------ |
| Singapore 2017  | Medaglia d'argento | 2/6          | 4            | 3            | 1            | 0            | 0            |
| Phnom Penh 2023 | Non iscritto       | Non iscritto | Non iscritto | Non iscritto | Non iscritto | Non iscritto | Non iscritto |
| Totale          | Totale             | Totale       | 3            | 2'           | 1            | 0            | 0            |

### SEA Games T10
| Anno            | Round              | Pos.   | GP | W | L | T | NR |
| --------------- | ------------------ | ------ | -- | - | - | - | -- |
| Phnom Penh 2023 | Medaglia di bronzo | 2/5    | 3  | 2 | 1 | 0 | 0  |
| Totale          | Totale             | Totale | 3  | 2 | 1 | 0 | 0  |

### SEA Games 6s
| Anno            | Round     | Pos.   | GP | W | L | T | NR |
| --------------- | --------- | ------ | -- | - | - | - | -- |
| Phnom Penh 2023 | Vincitore | 1/4    | 3  | 2 | 1 | 0 | 0  |
| Totale          | Totale    | Totale | 3  | 2 | 1 | 0 | 0  |

## Statistiche
Partite internazionali – Singapore
Aggiornato al 24 luglio 2025.
| Record                  |    |    |    |   |    |
| Format                  | M  | W  | L  | T | NR |
| Twenty20 Internationals | 69 | 25 | 41 | 1 | 2  |

### T20
Aggiornato al 24 luglio 2025 
| Nazionale            | P               | W               | L               | T               | NR              |
| vs Full Members      | vs Full Members | vs Full Members | vs Full Members | vs Full Members | vs Full Members |
| -------------------- | --------------- | --------------- | --------------- | --------------- | --------------- |
| Zimbabwe             | 3               | 1               | 2               | 0               | 0               |
| vs Associate Members |                 |                 |                 |                 |                 |
| Arabia Saudita       | 2               | 0               | 2               | 0               | 0               |
| Bahrein              | 6               | 0               | 4               | 1               | 1               |
| Bermuda              | 1               | 1               | 0               | 0               | 0               |
| Cambogia             | 2               | 0               | 2               | 0               | 0               |
| Emirati Arabi Uniti  | 1               | 0               | 1               | 0               | 0               |
| Filippine            | 1               | 1               | 0               | 0               | 0               |
| Giappone             | 2               | 2               | 0               | 0               | 0               |
| Hong Kong            | 6               | 1               | 5               | 0               | 0               |
| Indonesia            | 1               | 1               | 0               | 0               | 0               |
| Jersey               | 2               | 0               | 2               | 0               | 0               |
| Kenya                | 1               | 0               | 1               | 0               | 0               |
| Kuwait               | 2               | 1               | 1               | 0               | 0               |
| Malaysia             | 14              | 3               | 10              | 0               | 1               |
| Moldavia             | 2               | 2               | 0               | 0               | 0               |
| Mongolia             | 1               | 1               | 0               | 0               | 0               |
| Birmania             | 1               | 1               | 0               | 0               | 0               |
| Namibia              | 1               | 0               | 1               | 0               | 0               |
| Nepal                | 3               | 1               | 2               | 0               | 0               |
| Oman                 | 1               | 0               | 1               | 0               | 0               |
| Paesi Bassi          | 1               | 0               | 1               | 0               | 0               |
| Papua Nuova Guinea   | 3               | 1               | 2               | 0               | 0               |
| Qatar                | 4               | 1               | 3               | 0               | 0               |
| Samoa                | 1               | 0               | 1               | 0               | 0               |
| Scozia               | 1               | 1               | 0               | 0               | 0               |
| Thailandia           | 5               | 4               | 1               | 0               | 0               |
| Stati Uniti          | 1               | 0               | 1               | 0               | 0               |
| Totale               | 69              | 24              | 42              | 1               | 2               |